# Tamarín
Tamarín (Saguinus) je rod opic z čeledi kosmanovitých. Jedná se o malé opice, zhruba o velikosti veverky, obývající lesní a pralesní oblasti Střední a Jižní Ameriky. Bylo popsáno asi 18 druhů.

## Taxonomie
První klasifikace tamarínů zahrnovala 10 druhů, dále rozlišených do 33 morfotypů podle typu a osrstění obličeje. Pozdější rozdělení do dvou kladů bylo založeno na variacích v rozměrech zubů a chrupu. Genetická analýza z roku 2016 ukázala, že nejstarší druhy z rodu započaly diverzifikaci před 8-11 miliony lety (což je výrazně dříve než započala diverzifikace mezi rody kosmanů Callithrix, Cebuella a Mico), což vedlo autory k doporučení vydělit skupinu nigricollis do samostatného rodu Leontocebus. Jiní autoři zase argumentují, že skupina mystax je natolik odlišná od ostatních tamarínů, že by měla být klasifikována v samostatném podrodu Tamarinus.

### Klasifikace
- Rod Saguinus
  - skupina S. midas
    - tamarín žlutoruký, Saguinus midas
    - tamarín černoruký, Saguinus niger
    - Saguinus ursula[5]

  - skupina S. nigricollis
    - tamarín tmavohřbetý, Saguinus nigricollis
      - Saguinus nigricollis nigricollis
      - Saguinus nigricollis hernandezi

    - tamarín Graellsův, Saguinus graellsi
    - tamarín sedlový, Saguinus fuscicollis
      - Saguinus fuscicollis fuscicollis
      - Saguinus fuscicollis nigrifrons
      - Saguinus fuscicollis illigeri
      - Saguinus fuscicollis leucogenys
      - Saguinus fuscicollis lagonotus
      - Saguinus fuscicollis fuscus
      - Saguinus fuscicollis avilapiresi
      - Saguinus fuscicollis weddelli
      - Saguinus fuscicollis cruzlimai
      - Saguinus fuscicollis primitivus
      - Saguinus fuscicollis mura

    - tamarín bělohřbetý, Saguinus melanoleucus
    - tamarín zlatohřbetý, Saguinus tripartitus

  - skupina S. mystax
    - tamarín bělovousý, Saguinus mystax
      - Saguinus mystax mystax
      - Saguinus mystax pluto

    - tamarín rudohlavý, Saguinus pileatus
    - tamarín bělohubý, Saguinus labiatus
    - tamarín vousatý, Saguinus imperator

  - skupina S. bicolor
    - tamarín pestrý, Saguinus bicolor
    - tamarín Martinsův, Saguinus martinsi
      - Saguinus martinsi martinsi
      - Saguinus martinsi ochraceus

  - skupina S. oedipus
    - tamarín pinčí, Saguinus oedipus
    - tamarín Geoffroyův, Saguinus geoffroyi
    - tamarín běloruký, Saguinus leucopus

  - skupina S. inustus
    - tamarín hnědý, Saguinus inustus